# Juan Guaidó
Juan Gerardo Guaidó Márquez (sinh ngày 28 tháng 7 năm 1983) là một kỹ sư và chính trị gia người Venezuela hiện đang giữ chức Chủ tịch Quốc hội Venezuela, tại chức từ tháng 1 năm 2019. Là thành viên của đảng Ý nguyện Nhân dân dân chủ xã hội, ông cũng là đại biểu Quốc hội đại diện cho bang Vargas.
Theo Hiến pháp Venezuela, Chủ tịch Quốc hội được làm Tổng thống lâm thời khi không có Tổng thống. Ngày 23 tháng 1 năm 2019, trong một cuộc khủng hoảng chính trị đang leo thang, sau khi không công nhận kết quả bầu cử 2018, Quốc hội Venezuela đã thống nhất để Juan Guaidó giữ vị trí tổng thống lâm thời. Tổ chức các nước châu Mỹ  và nhiều chính phủ, bao gồm các nước Argentina, Brazil, Canada, Colombia, Ecuador, Peru, Vương quốc Anh và Hoa Kỳ ngay lập tức công nhận chính quyền lâm thời Juan Guaidó. Tòa án công lý tối cao Venezuela, và các nước Mexico, Cuba và Nga lại bày tỏ sự ủng hộ mạnh mẽ với Maduro. Hiện tại ở Mỹ Latin, ngoài Cuba và Nicaragua, không một chính phủ nào ủng hộ Maduro còn Anh, Pháp, Tây Ban Nha, Thụy Điển công nhận Guaido là tổng thống lâm thời Venezuela và kêu gọi Venezuela nhanh chóng tổ chức một cuộc bầu cử tổng thống mới "tự do và công bằng"

## Tiểu sử
Guaidó đã nhận được bằng tốt nghiệp trung học vào năm 2000 sau khi sống qua thảm kịch Vargas năm 1999, có khả năng ảnh hưởng đến chính trị của ông, chính phủ Chávez mới không hỗ trợ. Sau đó, ông đã có được giấy phép chuyên môn kỹ sư công nghiệp sau khi tốt nghiệp Đại học Công giáo Andrés Bello vào năm 2007.
Ông tham gia phong trào chính trị do sinh viên lãnh đạo, phản đối quyết định của chính phủ Venezuela không gia hạn giấy phép phát sóng của mạng truyền hình độc lập RCTV. Nhóm này cũng phản đối những nỗ lực cải cách rộng rãi hơn của chính phủ bởi chế độ của Hugo Chavez, bao gồm cả cuộc trưng cầu dân ý về hiến pháp năm 2007.
Guaidó, cùng với các nhân vật chính trị như Leopoldo López, trở thành thành viên sáng lập của đảng chính trị Ý chí Nhân dân nổi tiếng năm 2009.

## Quốc hội Venezuela
Trong cuộc bầu cử quốc hội năm 2010, Guaidó đã được bầu vào một vị trí phó chủ tịch liên bang thay thế, và được bầu vào một vị trí trong Quốc hội trong cuộc bầu cử năm 2015 bằng cách giành được 97.492 phiếu bầu (26,01%). Mặc dù bị bần cùng hóa, phần lớn các nhà tuyển dụng ở Vargas là các công ty của chính phủ, và cho đến khi cuộc bầu cử năm 2015 của Guaidó, quy tắc Chavist đã bị thách thức ở đó. 
Tại Quốc hội, Guaidó đã nghiên cứu các vụ án tham nhũng từ chính quyền Maduro, cũng như hoạt động cùng với các tổ chức độc lập để trả lại tiền bị đánh cắp từ Venezuela.

### Chủ tịch Quốc hội
Guaidó được bầu làm Chủ tịch Quốc hội Venezuela vào tháng 12 năm 2018 và tuyên thệ vào ngày 5 tháng 1 năm 2019. Khi nhậm chức, ông tuyên bố sẽ phản đối Nicolás Maduro, người bị cáo buộc muốn chiếm quyền điều hành khi tiếp tục làm tổng thống, dù theo luật đã hết hạn vào ngày 10 tháng 1 năm 2019. Một số nhà lãnh đạo Mỹ Latinh đã kêu gọi Maduro chuyển quyền hành pháp cho Quốc hội khi kết thúc nhiệm kỳ và các cuộc bầu cử mới sẽ được tổ chức trong nỗ lực khôi phục nền dân chủ.

### Tự phong Tổng thống

Bản đồ các quốc gia công nhận Guaido làm tổng thống (màu xanh) và Maduro làm tổng thống (màu đỏ) ngày 16/1/2019

Sau những gì ông và những người khác mô tả là lễ nhậm chức "bất hợp pháp" của Maduro vào ngày 10 tháng 1 năm 2019, Guaidó tuyên bố sẽ thách thức yêu sách của Maduro và tổ chức một cuộc biểu tình vào ngày hôm sau, nơi Quốc hội tuyên bố ông sẽ nhậm chức Tổng thống và họ sẽ tiếp tục có kế hoạch loại bỏ Maduro, góp phần vào cuộc khủng hoảng của Tổng thống. Việc Guaidó nắm giữ chức vụ này được Tổ chức các quốc gia châu Mỹ ủng hộ nhất.

## Giam giữ và phóng thích
Khi đang trên đường đến La Guaira để tham dự hội thảo mở được gọi vào ngày 13 tháng 1 năm 2019, Guaidó đã bị các thành viên của Cơ quan Tình báo Bolivar (SEBIN) chặn lại và sau đó bị giam giữ. Ông được chính quyền thả ra 45 phút sau.
Nhóm Lima đã lên án hành động này, cũng như thư ký của Tổ chức các quốc gia châu Mỹ (OAS), Luis Almagro. Cùng ngày, anh tuyên bố mình là quyền tổng thống. Chính phủ quy kết thực tế là nó được thực hiện đơn phương bởi các nhân viên SEBIN có liên quan, và lệnh bắt giữ đã được ban hành cho Ủy viên Dịch vụ Tình báo, Idelmaro Múcura, được chỉ định là người chịu trách nhiệm. Về vấn đề này, Guaidó tuyên bố rằng sau các sự kiện đã chứng minh rằng có một sự phá vỡ trong chuỗi chỉ huy trong Lực lượng Vũ trang.
Mười hai quan chức SEBIN đã bị bắt và bỏ tù sau sự kiện này và được tổ chức để chờ ngày xét xử. Họ bị buộc tội "giam giữ bất hợp pháp" và "lạm dụng chức năng".